# Assassinat de John Lennon
El dilluns 8 de desembre de 1980, John Lennon va ser assassinat de cinc trets efectuats per Mark David Chapman a l'entrada de l'edifici on residia, l'Edifici Dakota. Lennon feia poc que havia tornat de l'estudi d'enregistrament Record Plant Studio amb la seva esposa, Yoko Ono.
Lennon va ser un influent músic britànic de rock que adquirí fama mundial per haver estat un dels membres fundadors de la banda The Beatles, el qual va aconseguir accentuar la seva carrera com a solista i la seva feina com a activista polític en contra de les guerres. Va ser declarat mort a la seva arribada a St. Luke's-Roosevelt Hospital Center, on el personal va senyalar que ningú podria haver viscut més d'uns pocs minuts abans de tals lesions, car Lennon havia perdut prop del 80% de seu volum sanguini. Poc després es va reportar la mort del músic en les estacions locals de notícies, el que va portar a que es congregués una multitud, tant als afores de l'hospital, com davant de l'edifici Dakota.
Va ser incinerat el 10 de desembre en el Cementiri Ferncliff de Hartsdale, Nova York; les cendres van ser lliurades a Ono, qui va decidir no dur a terme un funeral per a ell, encara que es van fer diversos homenatges i tributs en el seu honor. Mark David Chapman, per la seva banda, va ser condemnat a vint d'anys de presó i ha romàs empresonat des de llavors després de diverses campanyes en contra del seu alliberament; se li ha negat la llibertat condicional nou vegades des que va ser elegible per a això al 2000.

## Assassinat
El matí del 8 de desembre de 1980, la fotògrafa Annie Leibovitz va ser a l'apartament d'Ono i Lennon per fer una sessió fotogràfica per a la revista Rolling Stone. Leibovitz havia promès a Lennon que una fotografia amb Ono en seria la portada, però inicialment va tractar d'obtenir una imatge de l'artista sol. Leibovitz va recordar que «ningú volia Ono a la portada». Lennon va insistir que tant ell com la seva esposa havien d'estar a la portada, i després de capturar les imatges, Leibovitz va abandonar l'apartament del matrimoni. Després d'això, Lennon va fer la que seria la seva última entrevista al DJ de Sant Francisco, Dave Sholin, per a un programa musical en la RKO Radi Network. A les 5 p. m., Lennon i Ono van abandonar el seu apartament per editar junts la pista «Walking on Thin Ice», amb Lennon a la guitarra principal, a l'estudi Record Plant Studio.
Mentre Lennon i Ono caminaven cap a la seva limusina, van ser envoltats per diverses persones que volien autògrafs seus; entre aquestes, Mark David Chapman. Era habitual que els fans esperessin a l'edifici Dakota per veure Lennon i obtenir el seu autògraf. Chapman, un empleat d'hospital de 25 anys i provinent de Honolulu, Hawaii, havia anat per primera vegada a Nova York per matar a Lennon al novembre, però havia canviat d'opinió i va tornar a la seva llar. Silenciosament, li va lliurar a Lennon una còpia de Double Fantasy, i el músic la va signar. Després de fer-ho, Lennon li va preguntar cortesament, «És tot el que vols?», i Chapman va assentir. El fotògraf Paul Goresh va fer una foto de la trobada.
La parella va passar diverses hores a l'estudi abans de tornar a l'edifici Dakota a les 10.50 p. m. Lennon no va voler menjar fora per poder estar a casa a temps i donar la bona nit al seu fill de cinc anys, Sean, abans que aquest anés a dormir, a més que a l'ex-Beatle li agradava complaure, ja fos amb autògrafs o fotografies, tots els fanàtics que l'havien estat esperant una veure'l fora de la seva llar. Van sortir de la seva limusina al carrer 72, a pesar que el cotxe podria haver anat cap al pati, on podria haver estat més segur.
El porter de l'edifici Dakota, José Sanjenís Perdomo, i un conductor d'un taxi, van veure a Chapman aturat a l'ombra de l'arc. Ono va caminar davant de Lennon cap a la recepció. Mentre aquest passava, Chapman li va disparar cinc bales de punta buida amb un revòlver.38 Special de Charter Arms. A la ràdio, televisió, i periòdics es va reportar que, abans dels trets, Chapman hauria cridat «Sr. Lennon» per, posteriorment, gesticular com si fos en una «posició de combat», però això no s'esmenta en les audiències judicials ni a les entrevistes amb els testimonis. Chapman va dir que no recorda haver cridat el nom de Lennon abans de disparar-li. Un tir va fallar, passant per sobre del cap de Lennon i impactant en una finestra de l'edifici Dakota. No obstant això, dos tirs van impactar en el costat esquerre de la seva esquena i dos més van penetrar la seva espatlla esquerra. Les quatre bales van causar-li ferides greus, almenys una d'aquestes li va perforar la seva aorta. Lennon va pujar cinc esglaons cap a l'àrea de seguretat, va dir: «m'han disparat», i es va desplomar. El conserge Jay Hastings va cobrir el músic amb el seu uniforme, i li va llevar les ulleres; després va cridar la policia.

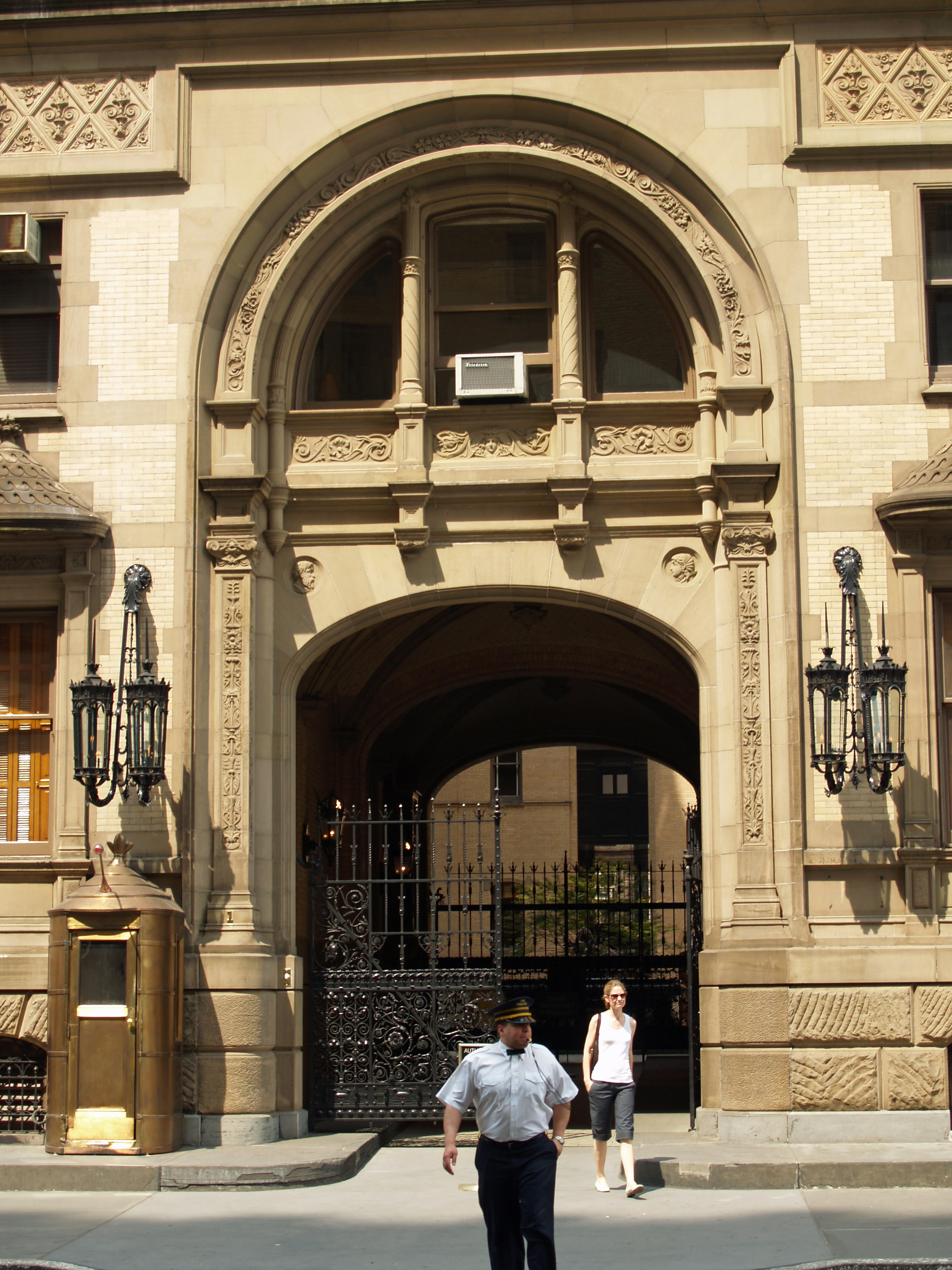
L'entrada de l'edifici Dakota, on Lennon va ser assassinat.

A l'exterior, el porter Perdomo va treure la pistola de la mà de Chapman i la llençar lluny de la vorera. Aquest últim, a continuació, es va treure l'abric i barret per preparar-se a l'arribada de la policia per mostrar que no portava cap tipus d'arma oculta, i es va asseure a la vorera. El porter va cridar a Chapman: «T'adones del que has fet?», a la qual cosa aquest, amb molta calma, va respondre: «Sí, acabo de disparar a John Lennon». Els primers policies a arribar van ser Steve Spiro i Peter Cullen, els qui estaven al carrer 72 amb Broadway quan van escoltar un conjunt de trets a l'edifici Dakota. En arribar-hi, els oficials van trobar Chapman assegut «molt calmat» a la vorera. Van informar que Chapman havia deixat caure el revòlver al terra i que sostenia un llibre de butxaca, The Catcher in the Rye, de J.D. Salinger. Chapman havia escrit un missatge a la part interior de la tapa del llibre: «Per Holden Caulfield. De Holden Caulfield. Aquesta és la meva declaració». Més tard diria que la seva vida reflectia la de Holden Caulfield, el protagonista del llibre.

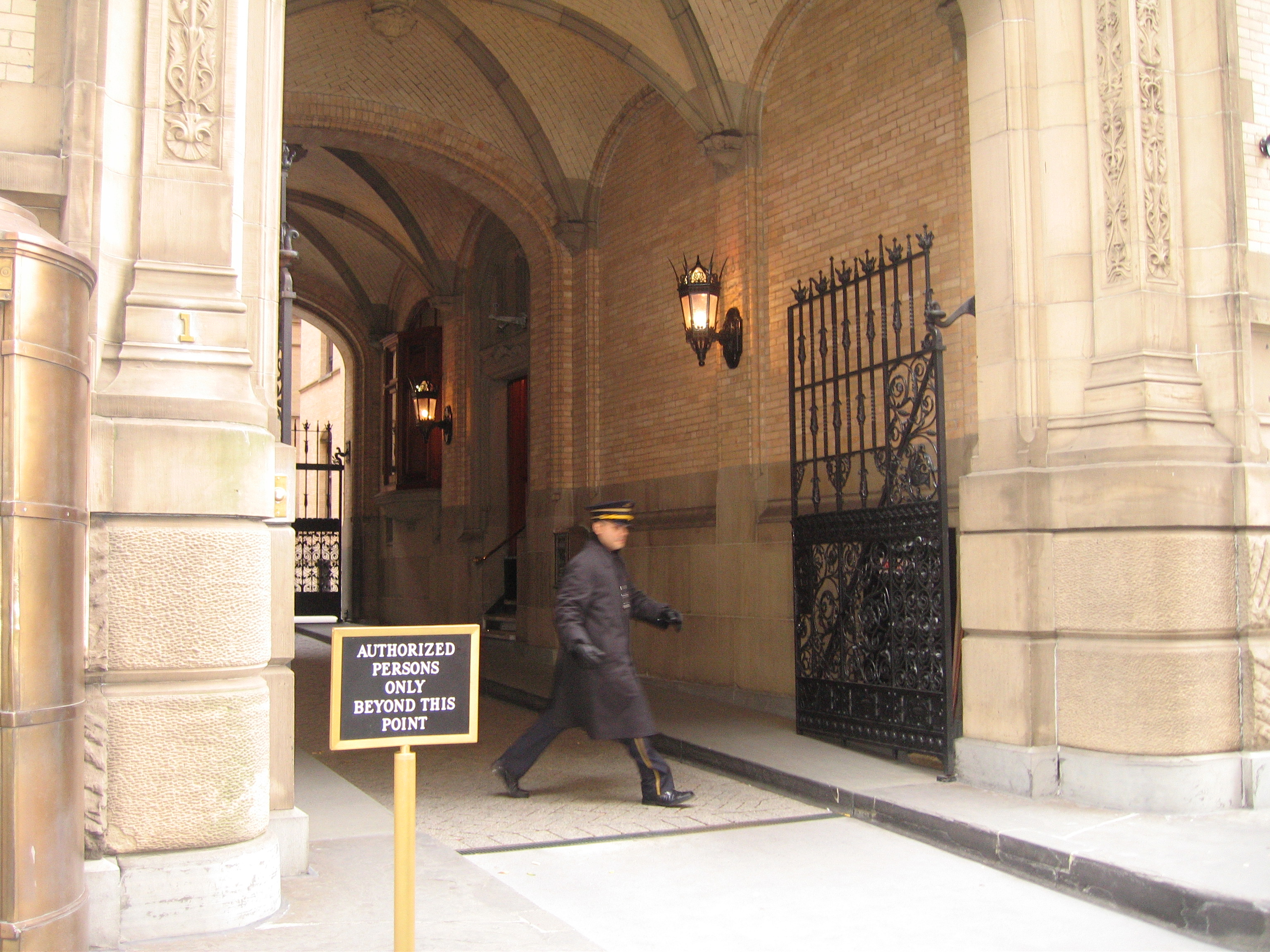
Vista lateral de l'entrada de l'edifici Dakota on es veuen els graons que Lennon va caminar abans de morir en el vestíbul.

El segon equip de policies, compost per Bill Gamble i James Habiten, va arribar uns pocs minuts després. Immediatament van carregar a Lennon al seu cotxe patrulla i el van portar ràpidament al St. Luke's-Roosevelt Hospital Center. L'oficial Moran va dir que van col·locar el cantant en el seient posterior. Moran va preguntar «Saps qui ets?»; hi ha versions contradictòries sobre el que va succeir després. En una d'aquestes, es diu que Lennon va assentir lleugerament i va tractar de parlar, però només va ser capaç d'emetre un so sense sentit i va perdre el coneixement poc després.
El Dr. Stephan Lynn va rebre Lennon a la sala d'urgències de l'hospital. Quan Lennon va arribar, ja no tenia tenia pols ni respirava. Lynn i altres doctors van treballar durant 20 minuts, obriren el pit de Lennon i intentaren fer-li un massatge cardíac manual per restablir la circulació, però el dany en els vasos sanguinis del cor era inconmensurable. Lennon va ser declarat mort a l'arribada a la sala d'emergències del Roosevelt Hospital a les 11:15 p. m. pel doctor Lynn. La causa de la mort va ser una hipovolèmia, causada per la pèrdua de més del 80 % del volum sanguini. El Dr. Elliott M. Gross, cap del Servei Mèdic Forense, va dir que ningú podria haver viscut més d'uns pocs minuts amb aquestes ferides múltiples de bala, ja que Lennon havia estat ferit amb quatre bales de punta buida, que s'expandeixen en entrar dins l'objectiu i pertorben greument el teixit a mesura que viatgen a través de la zona destinada, per tant, els òrgans afectats estaven pràcticament destruïts en produir-se l'impacte. Ono plorava alhora que deia: «Ai no, no, no, no... digueu-me que no és veritat», la van portar al Roosevelt Hospital i va entrar en estat de shock després de saber que el seu marit havia mort. L'endemà, Ono va fer una declaració: «No hi ha funeral per a en John. En John va estimar i va resar per la raça humana. Si us plau, feu el mateix per ell. Amb amor, Yoko i Sean».

## Reacció
Poc després que les estacions de notícies locals van informar sobre els trets, una multitud es va reunir al Roosevelt Hospital i enfront de l'edifici Dakota, "estimem a John" deien els seus fans, recitant oracions i cantant cançons del músic. Després d'escoltar les notícies emeses pel cap d'ABC News Roone Arledge, el presentador d'esports Howard Cosell, que havia entrevistat a Lennon breument al programa Monday Night Football el 1974, va anunciar la notícia de l'assassinat durant un programa d'un partit de futbol de New England Patriots contra Miami Dolphins:
| « | Això, hem de dir-ho. Recordin que això només és un partit de futbol, tant és qui guanya o qui perd. Una tragèdia inexpressable ens ha estat confirmada per ABC News a la ciutat de Nova York: John Lennon, al davant del seu edifici d'apartaments al West Side de Nova York, el més famós, potser, de The Beatles, ha rebut dos trets a l'esquena, l'han portat de seguida al Roosevelt Hospital, i ha mort en arribar. | » |

Després del partit, Ted Koppel va proporcionar una cobertura addicional per ABC durant Nightline. NBC va anunciar la notícia durant The Tonight Show. El programa va ser interromput per un anunciador anònim llegint el butlletí de notícies; el programa va ser reprès després. CBS va interrompre les notícies durant la programació normal a la xarxa, amb Walter Cronkite i els reporters de CBS News anunciant la notícia als televidents. Més tard, aquella mateixa nit, Cronkite va confirmar la mort de Lennon, a les 11.20 p. m.
Quan un reporter va consultar inicialment al seu antic company Paul McCartney sobre la notícia, el músic va respondre: «És molest, no és així?». La seva resposta va ser criticada, però McCartney es va justificar el 1984 en una entrevista per la revista Playboy: «Acabava de finalitzar una jornada completa en xoc i vaig dir: 'això és molest'. Significa molest en el sentit més pesat de la paraula, vostè sap. Això és molest. Però vostè sap, quan un ho veu imprès diu: Sí, és molest, en efecte». Anteriorment a aquest dia, McCartney va dir als reporters als afores de la seva casa a Sussex, «John serà recordat per la seva contribució única a l'art, la música i la pau del món». Ringo Starr i la seva promesa, Barbara Bach, es trobaven de vacances a les Bahames; després de sentir la tràgica notícia, tots dos van volar a Nova York per consolar a Ono. George Harrison va llançar una cançó tribut, «All Those Years Ago», que va incloure als antics companys Starr, a la bateria, i McCartney, qui va realitzar els cors. El mateix McCartney també va gravar una cançó homenatge per Lennon en el seu àlbum de 1982 Tug of War, titulada «Here Today». L'estació de la ciutat de Nova York WABC-TV va emetre una cobertura especial en viu de l'homenatge commemoratiu de Lennon al Central Park sis dies després de l'ocorregut, amb Roger Grimsby presentant a l'estudi i Ernie Anastos informant des de l'esdeveniment.

## Repercussions
Les restes de John Lennon van ser cremats al Ferncliff Cemetery a Westchester; no es va fer cap funeral. Yoko Ono va enviar un missatge a la multitud que estava en l'exterior de l'edifici Dakota, dient que els seus cants li havien mantingut desperta; els va convidar al fet que es reunissin de nou al Central Park el següent diumenge durant deu minuts d'oració silenciosa. El 14 de desembre de 1980, milions de persones al voltant del món van respondre a la sol·licitud d'Ono de mantenir deu minuts de silenci en honor de Lennon. Trenta mil es van reunir a Liverpool, i el grup més gran —al voltant de 225 000— es van reunir al Central Park de Nova York, prop del lloc dels trets. Almenys dos dels fanàtics de Lennon es van suïcidar després del seu assassinat, provocant que Yoko Ono fes una crida pública demanant al públic no cedir a la desesperació.
Ono va treure un álbum en solitari, Season of Glass, el 1981. La portada del mateix és una fotografia de les ulleres de John Lennon esquitxades amb la seva pròpia sang. Un rellançament el 1997 de l'àlbum conté «Walking on Thin Ice», cançó que John y Yoko van grabar al Record Plant just abans que fos assassinat. Chapman es va declarar culpable de l'assassinat de Lennon el juny de 1981, anant en contra dels consells dels seus advocats, els quals desitjaven alegar a la demència. Va rebre una sentència de cadena perpètua, però sota els terminis de la seva declaració de culpabilitat es va convertir en el candidat per la llibertat condicional a l'any 2000, després d'haver complert 20 anys. A Chapman se li ha negat la llibertat condicional a les audiències cada dos anys des d'aquest any i segueix empresonat a la presó estatal d'Attica. La foto d'Annie Leibovitz de John Lennon despullat abraçant a Yoko Ono, feta el dia de l'assassinat, va ser la portada de la revista Rolling Stone, del número del 22 de gener de 1981, la major part del qual estava dedicat a artícles, cartes i fotografies commemorant la vida i la mort de John. El 2005, l' American Society of Magazine Editors la va situar en una llista de les millors portades de revistes dels últims quaranta anys.

## Memorials i tributs

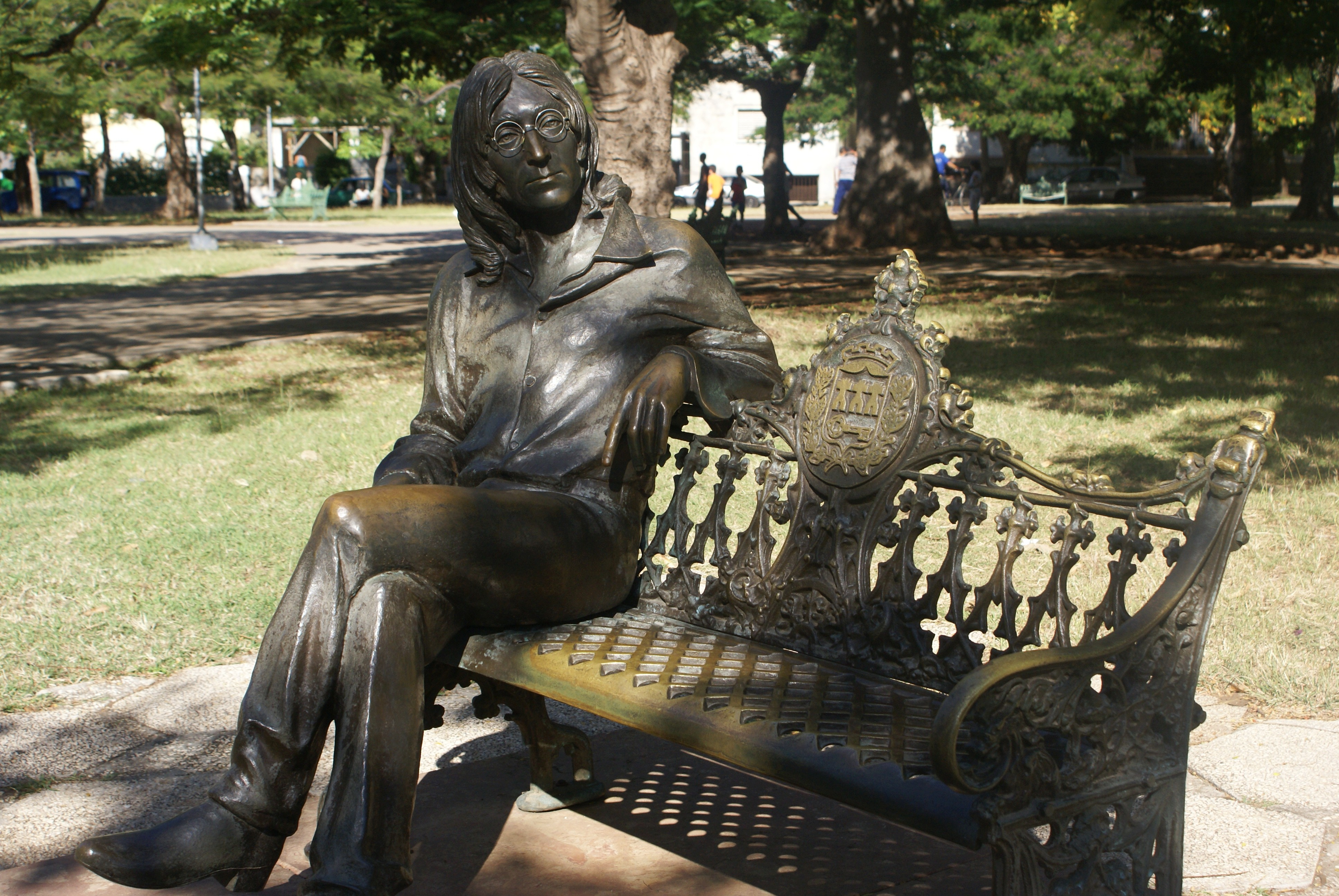
Una estatua memorial de Lennon en La Habana, Cuba.

Lennon ha estat el tema de nombrosos tributs, principalment el memorial de la ciutat de Nova York de Strawberry Fields, un jardí commemoratiu al Central Park creuant el carrer de l'edifici Dakota. Ono posteriorment va donar un 1 milió de dòlars pel seu manteniment. S'ha convertit en un lloc de reunió per homenatges als aniversaris de Lennon i els aniversaris de la seva mort, així com altres moments de dol, com després dels atemptats de l'11 de setembre i la defunció de Harrison, el 29 de novembre de 2001.
Elton John, qui va gravar el número u «Whatever Gets You thru the Night» amb Lennon, va fer equip amb el seu lletrista, Bernie Taupin, i va gravar un tribut per Lennon, titulat «Empty Garden (Hey Hey Johnny)». Va aparèixer al seu àlbum de 1982 Jump Up! i va aconseguir el seu punt màxim com el n° 13 a la Llista nord-americana de senzills d'aquell any. Quan Elton va interpretar la cançó en un concert al Madison Square Garden l'agost de 1982, se li van unir a l'escenari Yoko Ono i Sean Lennon.
A Lennon se li va atorgar un Premi Grammy a tota una vida d'assoliments el 1991. El 1994, la República de Abkhàzia va emetre dos segells postals sobre Lennon i Groucho Marx, parodiant el passat comunista del país. Aquests segells normalment haguessin mostrat els retrats de Karl Marx i Vladimir Lenin. El 8 de desembre de 2000, el president de Cuba Fidel Castro va revelar una estàtua de bronze de Lennon en un parc de l'Havana. El 2000, el Museu de John Lennon es va inaugurar a la Saitama Super Sorra, en Saitama, Saitama, Japó. Liverpool va canviar el nom el seu aeroport a Aeroport Internacional John Lennon i va adoptar el lema «Above us only sky» (Damunt nostre només cel) el 2002. El 25º aniversari de la mort del músic va ser el 8 de desembre de 2005, pel que es van fer celebracions de la vida i música de Lennon a Londres, Nova York, Cleveland, i Seattle. L'asteroide 4147 Lennon, descobert el 12 de gener de 1983 per B. A. Skiff a l'Estació Anderson Mesa de l'Observatori Lowell, va ser nomenat en memòria de Lennon.
El 9 d'octubre de 2007, Ono va dedicar un nou memorial anomenat Imagine Peace Tower, localitzat a l'illa de Viðey, enfront de la costa d'Islàndia. Cada any, entre el 9 d'octubre i 8 de desembre, projecta un centelleig vertical de llum d'alta potència cap al cel. Cada 8 de desembre hi ha una cerimònia commemorativa davant de l'edifici de Capitol Records a Vine Street de Hollywood, Califòrnia. Moltes persones encenen espelmes davant de l'estel del Passeig de la Fama de Hollywood de Lennon, als afores de l'edifici Capitol. Del 28 al 30 de setembre de 2007, Durness va celebrar el John Lennon Northern Lights Festival, amb l'assistència de Julia Baird (la mitja germana de Lennon), qui va llegir des dels escrits de Lennon fins als seus propis llibres, i Stanley Parkes, un cosí escocès de Lennon. Parkes va dir: «Julia [Baird] i jo anirem a la vella granja familiar per explicar històries». Músics, pintors i poetes de tot el Regne Unit es van presentar en el festival.
En 2009, el Saló de la Fama del Rock de Nova York va organitzar una exhibició especial de John Lennon. L'exhibició va incloure molts records i efectes personals de la vida de Lennon, però també va incloure la roba que vestia quan va ser assassinat, encara dins de la bossa de paper marró del Roosevelt Hospital. Ono encara col·loca una espelma encesa a la finestra de la cambra de Lennon a l'edifici Dakota cada 8 de desembre.

## Adaptacions al cinema
Dues pel·lícules que relaten l'assassinat Lennon van ser estrenades 25 anys després de l'ocorregut. La primera de les dues, The Killing of John Lennon, va ser estrenada el 7 de desembre de 2007 (un dia abans del 27º aniversari de l'assassinat). Dirigida per Andrew Piddington, la pel·lícula va ser protagonitzada per Jonas Ball com a Mark David Chapman. La segona cinta va ser Chapter 27, estrenada el 28 de març de 2008. Va ser dirigida per J. P. Schaefer i protagonitzada per Jared Leto, que va interpretar a Chapman. Irònicament, Lennon va ser caracteritzat per un actor anomenat Mark Chapman. D'ambdues pel·lícules, malgrat el baix pressupost de The Killing of John Lennon, aquesta tenir una rebuda considerablement millor, mentre que Chapter 27, amb el seu gran pressupost i els seus coneguts actors (Jared Leto i Lindsay Lohan), va ser durament jutjada pel públic.